# Lady, Lady, Lady
"Lady, Lady, Lady" é uma canção gravada pelo cantor norte-americano Joe Esposito, em 1983. Composta por Keith Forsey e Giorgio Moroder, foi feita especialmente para ser um dos temas do filme Flashdance.

## Desempenho nas paradas musicais
| Parada musical (1983)       | Melhor posição |
| --------------------------- | -------------- |
| Áustria - Ö3 Austria Top 40 | 7              |
| Irlanda - IRMA              | 49             |
| Suíça - Schweizer Hitparade | 19             |